# Elecciones municipales de Taipéi de 1957
Las elecciones municipales de Taipéi de 1957 tuvieron lugar el 21 de abril de 1957 y el 19 de enero de 1958 con el objetivo de elegir al Alcalde de la Capital Provisional para el período 1957-1960 y a los miembros del Concejo Municipal para el período 1958-1961. Henry Kao Yu-shu, alcalde desde 1954, se presentó a la reelección nominalmente como independiente, pero apoyado por el Partido Socialista Democrático de China (CDSP) debiendo competir contra Huang Chi-jui, del Kuomintang, oficialista a nivel nacional y partido único de facto mediante leyes que limitaban la democracia desde la guerra civil, y contra Lin Qingan, candidato independiente. Tuvieron lugar al mismo tiempo que las elecciones municipales en gran parte del país.
En una jornada sumamente controvertida, Huang derrotó a Kao con el 58.88% de los votos, con el alcalde incumbente recibiendo el 40.60% y Lin en 0.52% restante. Existieron denuncias de fraude electoral de parte de la oposición, debido principalmente a una serie de apagones sospechosos durante el conteo, una participación oficial anormalmente alta (81.74%) y una cantidad desmesurada de los votos anulados que correspondían supuestamente a papeletas de Kao. De todas formas, Kao completó su mandato el 2 de junio de 1957 y Huang asumió el cargo sin grandes dificultades.

## Resultados
|  | 58.88 % |

|  | 40.60 % |

|  | 0.52 % |

|  | 97.16 % |

|  | 2.71 % |

|  | 0.13 % |

|  | 100.00 % |

|  | 81.74 % |